# Tabennisi
Tabennisi (Tabenna, Tabennae; también escrito Tebennissi) está considerado como el primer monasterio cenobítico. Fue una comunidad fundada por Pacomio alrededor del año 320 en una isla del Nilo al norte de Tebas, Alto Egipto. 
Pacomio, que introdujo una regla monástica de vida cenobítica, fue el primer abad del monasterio (denominado laura) de Tabennisi. Al morir en el año 346, albergaba más de 3000 monjes (otras fuentes hablan de 7000). Nombró como sucesor a Petronio, que murió a los dos meses, sucediéndole Orsieso (u Horsieso) y posteriormente llegaría a abad su discípulo Teodoro de Tabennisi entre el año 347 y 350.
- Datos: Q2478752